# حافلة كهربائية

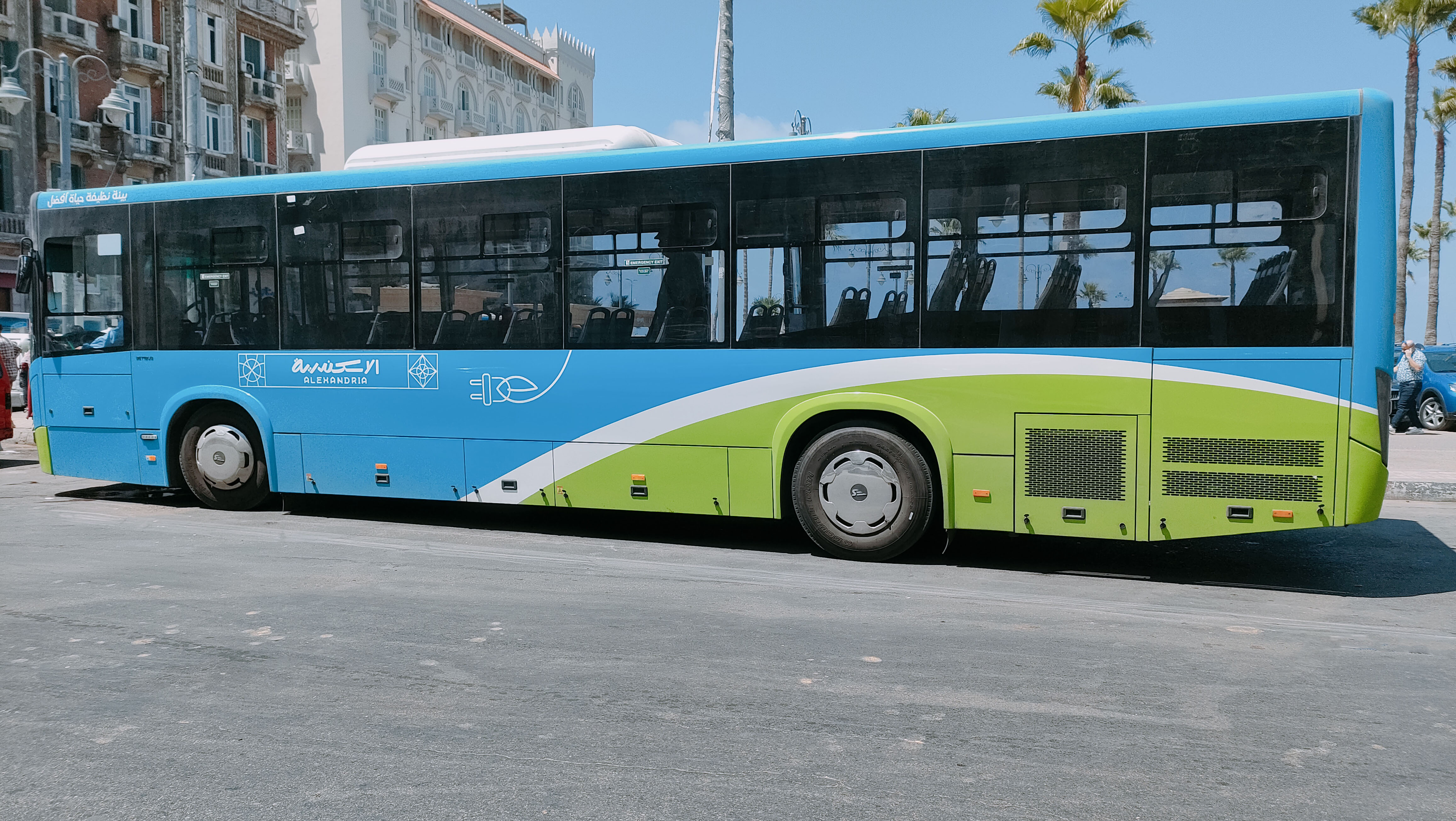
حافلة كهربائية في الإسكندرية

الحافلة الكهربائية هي حافلة تعمل بالكهرباء. يمكن للحافلات الكهربائية تخزين الكهرباء اللازمة على متنها أو تغذيتها بنحو مستمر من مصدر خارجي، غالبية الحافلات التي تخزن الكهرباء هي حافلات كهربائية تعمل بالبطارية، إذ يحصل المحرك الكهربائي على الطاقة من حزمة بطارية على متنها، على الرغم من وجود أمثلة لأنماط التخزين الأخرى، مثل الجيروسكوب، الذي يستخدم تخزين طاقة دولاب الموازنة عندما لا يجري تخزين الكهرباء على متن السفينة، ويجري توفيرها من طريق الاتصال بمصادر الطاقة الخارجية، مثلًا، الأسلاك العلوية، كما هو الحال في ترولي باص، أو مع الموصلات غير المتصلة على الأرض، كما هو الحال في السيارات الكهربائية عبر الإنترنت.
بدءًا من عام 2019، نُشرت 99٪ من جميع الحافلات الكهربائية -التي تعمل بالبطارية- في العالم، في البر الرئيسي للصين، مع وجود أكثر من 421000 حافلة على الطريق، وهو ما يمثل 17٪ من إجمالي أسطول الحافلات في الصين. للمقارنة، كان لدى الولايات المتحدة 300، وأوروبا 2250.

## التاريخ
كانت السيارات الكهربائية موجودة منذ القرن التاسع عشر. في أوائل القرن التاسع عشر، بدأ باحثون في المجر وهولندا والولايات المتحدة باستكشاف فكرة المركبات التي تعمل بالبطاريات.
كان هناك تقدم سابقًا في عربة كهربائية، عربة دون أحصنة تعمل بمحرك كهربائي. ورغم ذلك، نظرًا إلى أن الناس أرادوا التنقل بسهولة وسرعة أكبر، أصبحت السيارات بديلًا أسرع وأكثر منطقية للعربات التي تجرها الخيول.
في عام 1835، يعود الفضل إلى الأمريكي توماس دافنبورت في بناء أول سيارة كهربائية عملية، وهي قاطرة صغيرة. فقد طور محركًا كهربائيًا يعمل بالبطارية، واستخدمه لتشغيل نموذج صغير لسيارة على جزء قصير من المسار.
صُنعت أول سيارة كهربائية ناجحة في الولايات المتحدة في عام 1890. وبنى ويليام موريسون من دي موين بولاية آيوا سيارة كهربائية؛ يمكنها استيعاب ما يصل إلى ستة ركاب، ويمكن أن تقطع من 6 إلى 12 ميلًا في الساعة. تضمنت مواصفات Morrison Electric لعام 1890 24 خلية بطارية تخزين مثبتة أسفل المقعد الأمامي. يمكن للمركبة أن تقطع مسافة 100 ميل قبل أن تحتاج إلى إعادة شحنها.
ساعد هذا الاختراع الأولي في إثارة الاهتمام بالسيارات الكهربائية، وبدأ صانعو السيارات ببناء إصداراتهم الخاصة حول العالم بسبب الاهتمام المفاجئ الشديد، ووصلت السيارات الكهربائية إلى ذروتها بحلول عام 1900، وشكلت غالبية السيارات على الطريق.
في هذا الوقت، كانت السيارات الكهربائية هي السيارات المفضلة.  
تتطلب المركبات التي تعمل بالبنزين الكثير من الجهد في القيادة، بدءًا من تغيير التروس إلى بدء تشغيل المحرك باستخدام كرنك يدوي، إضافةً إلى سلبيات أخرى، مثل أبخرة العادم القوية وغير السارة.
ولكن، أجرِيت تحسينات على السيارة التي تعمل بالبنزين، التي تسببت في فقدان السيارة الكهربائية بعض الزخم. وسرعان ما استُبدل الكرنك اليدوي بمشغل كهربائي، وأصبحت المركبات التي تعمل بالبنزين في متناول الجميع. وسرعان ما تغلبت سيارات البنزين على شعبية السيارات التي تعمل بالطاقة الكهربائية.
بحلول عام 1935، اختفت السيارات الكهربائية عمليًا.
لم يكن حتى سبعينيات القرن الماضي عندما حدث نقص في الوقود، ما أدى إلى ارتفاع أسعار الوقود، وعادت السيارات الكهربائية إلى السوق.  ظلت السيارات التي تعمل بالبنزين أكثر شعبية بسبب الأداء والموثوقية الأفضل.
شهدت التسعينيات زيادة شعبية السيارات الكهربائية مع تزايد الاهتمام المجتمعي بالبيئة.
في بداية القرن الحادي والعشرين، بدت تكنولوجيا السيارات الكهربائية واعدة أكثر من أي وقت مضى مع إطلاق تويوتا بريوس (أول سيارة كهربائية مُصنّعة بنحو رئيسي). اليوم، السيارات الكهربائية آخذة بالارتفاع، وتستمر في التقدم، إذ يطالب المزيد من الأمريكيين بسيارة أكثر كفاءة وصديقة للبيئة.

## أسس التشغيل

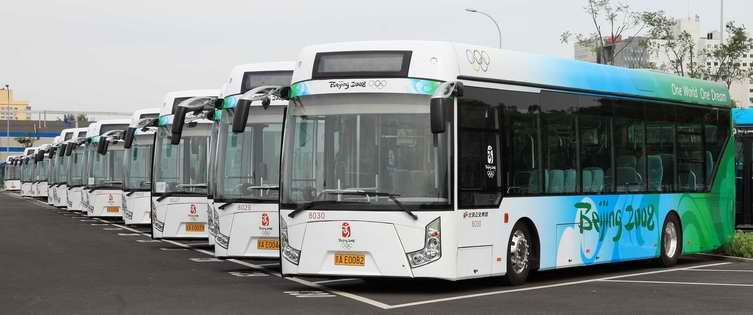
مجموعة حافلات كهربائية.

تعد الحافلات الكهربائية التي تعمل بالبطارية من أشهر أنواع الحافلات الكهربائية في الوقت الحاضر. تحتوي حافلات البطارية الكهربائية على الكهرباء المخزنة على متن السيارة في بطارية. بدءًا من عام 2018، يمكن أن يصل مدى الحافلات الكهربائية التي تعمل بالبطارية إلى أكثر من 280 كم بشحنة واحدة فقط، على الرغم من أن درجات الحرارة المرتفعة والتلال يمكن أن تقلل من المدى. تستخدم الحافلات عادة في المدن بسبب نطاقها المحدود.
تنطوي القيادة في المدينة على قدر كبير من التسارع والفرملة. نتيجة لذلك، فإن الحافلة الكهربائية للبطارية تتفوق على حافلة الديزل، إذ يمكنها إعادة شحن معظم الطاقة الحركية إلى البطاريات في أثناء الكبح، ما يقلل من تآكل الفرامل. يقلل استخدام الدفع الكهربائي على الديزل من الضوضاء والتلوث في المدن.
عند العمل داخل المدينة، من المهم تقليل الوزن الفارغ والمتداول للحافلة.  يمكن تحقيق ذلك باستخدام الألمنيوم بوصفه مادة البناء الرئيسية. يمكن أيضًا استخدام الألواح المركبة وغيرها من المواد خفيفة الوزن. وفقًا لتصنيع الحافلات الفنلندية لينكر، فإن هيكلها المصنوع من الألمنيوم بالكامل أخف بنحو 3000 كجم من الحافلات الفولاذية الحديثة ذات الحجم المماثل، التي يبلغ وزنها الإجمالي 9500 كجم. يسمح تقليل الوزن بحمولة صافية أكبر، ويقلل من تآكل المكونات، مثل: الفرامل، والإطارات، والمفاصل، ما يحقق وفورات في التكلفة للمشغل.